# Falah Al Majidi
Falah Al Majidi (13 novembre 1970) è un ex calciatore kuwaitiano, di ruolo portiere.

## Carriera

### Club
Ha sempre giocato nel campionato kuwaitiano.

### Nazionale
È stato convocato per la Coppa d'Asia nel 1996 e nel 2000.